# Смурфики 2
«Сму́рфики 2» (англ. The Smurfs 2) — американский комедийный фэнтезийный семейный фильм о смурфиках с совмещением живых актёров и компьютерной анимации. Премьера фильма в США состоялась 31 июля 2013 года, а в России, на Украине и в Казахстане — 1 августа того же года. Фильм является сиквелом фильма 2011 года «Смурфики».

## Сюжет
Через четыре года после остановки Гаргамеля, готовясь к празднованию своего Дня Рождения, смурфики читают историю Смурфетты, как она была создана Гаргамелем, чтобы уничтожить их, но Папа Смурф спас её и полностью превратил в смурфика. Тем временем ей снятся кошмары о том, что она вернётся к своей первоначальной форме и предаст своих собратьев смурфиков, передав их Гаргамелю. Смурфики готовят сюрприз, но когда Смурфетта пытается выяснить, что планируют её собратья смурфики, никто из них не говорит ни слова. Она понимает, что все забыли про её День Рождения.
Во Франции Гаргамель — теперь знаменитость, удивляющий людей своим колдовством, но он видит, что ему не хватает сущности смурфиков, которая даёт ему его магические силы. Со своими новыми созданиями, злыми, похожими на смурфиков существами, называемыми Плохишами, по имени Заноза и Крепыш, Гаргамель планирует открыть портал в деревню смурфиков, используя Эйфелеву башню в качестве канала, чтобы он мог похитить Смурфетту и через неё получить секретную формулу Папы Смурфа для создания смурфиков. Однако, поскольку созданный им портал недостаточно велик, чтобы пройти через него, Гаргамель отправляет Занозу к порталу, чтобы схватить Смурфетту и отвезти её в Париж.
Смурфики становятся свидетелями похищения Смурфетты и сообщают Папе Смурфу, который использует свою магию для создания кристаллов, которые позволят нескольким его смурфикам отправиться прямо в резиденцию Патрика Уинслоу в Нью-Йорке, чтобы получить помощь в спасении Смурфетты. Изначально папа намеревается использовать кристаллы для Благоразумника, Здоровяка и Смельчака, но из-за инцидента вместо них их используют Растяпа, Ворчун и Красавчик. Папа и трое смурфиков прибывают в квартиру сразу после празднования четвёртого дня рождения Блу, где они встречают как молодого мальчика семейства Уинслоу, так и отчима Патрика Виктора Дойла, человека, который постоянно смущается Патрику. Смурфики вскоре обнаруживают, где находится Гаргамель, и поэтому они и семейство Уинслоу отправляются в Париж, чтобы найти его.
После их прибытия в Париж Патрик и его жена Грейс вместе с Виктором отвлекают Гаргамеля во время одного из своих выступлений, пока смурфики пробираются за кулисы, чтобы найти Смурфетту, только чтобы узнать, что планирует Гаргамель. В то же время Смурфетта сбегает из своей тюрьмы, а Заноза и Крепыш преследуют её. По возвращении в гостиничный номер Гаргамеля с Плохишами, Гаргамель преподносит ей крошечную палочку дракона в качестве притворного акта доброты. Смурфетта по-прежнему отказывается дать Гаргамелю формулу, пока не увидела, что Плохиши умирают из-за отсутствия сущности смурфиков. Столкнувшись с альтернативой их спасения, Смурфетта записывает формулу, а Гаргамель использует её, чтобы превратить Плохишей в настоящих смурфиков. Сразу же после того, как они стали смурфиками, Гаргамель кладёт их в свой смурфулятор, чтобы он мог выполнить остальную часть своего плана. Виктор говорит Гаргамэлу вернуть Смурфетту, но тот разозлившись преващает Виктора в утку, но Виктор в облике утки успевает спасти Патрика от сьедения кота Азраэля, и Патрик и Блу и утка в облике которой Виктор сбегают из зала.
Тем временем Патрик, Виктор и смурфики работают вместе, чтобы спасти Смурфетту. Смурфики вскоре схвачены и помещены в смурфулятор, приводящего в действие палочку-дракона Гаргамеля большого размера. Патрик и Виктор прибывают как раз вовремя, чтобы вместе уничтожить смурфулятор, что вызывает взрыв сущности смурфиков, которая разрушает написанную формулу и освобождает смурфиков из клеток. Все выброшены из логова Гаргамеля через канализационную яму, где Патрик и Виктор воссоединяются с Грейс и Блу. Гаргамель появляется из канализационной ямы, но Смурфетта выбивает его с помощью её новой палочки. Затем он падает на Собор Парижской Богоматери, где он случайно возвращает к жизни каменного стервятника, который затем бросает его на вершину Эйфелевой башни, где затем запускаются фейерверки, отправляющие его в воздух. Смурфики прощаются с семейством Уинслоу, а затем возвращаются домой с Занозой и Крепышом.
В двух посткредитных эпизодах: Гаргамель и Азраэль втягиваются в портал, отправляющий их обратно в свой замок, и позже сражаются.

## В ролях
- Хэнк Азариа — Гаргамель
- Нил Патрик Харрис — Патрик Уинслоу
- Брендан Глисон — Виктор Дойл
- Джейма Мэйс — Грейс Уинслоу
- Джейкоб Трамбле — Блу Уинслоу
- Нэнси О’Делл — камео

### Смурфики
- Джонатан Уинтерс — Папа Смурф
- Кэти Перри — Смурфетта
- Кристина Риччи — Заноза
- Джей Би Смув — Крепыш
- Джордж Лопес — Ворчун
- Антон Ельчин — Растяпа
- Джон Оливер — Красавчик
- Фред Армисен — Благоразумник
- Алан Камминг — Смельчак

## Производство
9 августа 2011 года Sony Pictures Animation объявила о выходе сиквела 2 августа 2013 года, который позже был перенесён на 31 июля 2013 года (через два года и два дня после выхода своего предшественника). Режиссёр Раджа Госнелл и продюсер Джордан Кёрнер вернулись за фильмом. Кэти Перри подтвердила на церемонии вручения премии Kids' Choice Awards в 2012 году, что она будет повторять свою роль Смурфеты. Sony начала работать над сиквелом в начале 2011 года вместе с писателями Дж. Дэвидом Стемом, Дэвидом Н. Вайсом, Джеем Шериком и Дэвидом Ронном. К началу августа 2011 года был завершён первый проект сценария. 26 апреля 2012 года Sony объявила, что фильм поступил в производство. Съёмки проходили в Монреале, Квебек, Канада. Фильм также ознаменовал последнее появление Джонатана Уинтерса, который озвучил Папу Смурфа в телесериале 1980-х годов и в первой части фильма. Уинтерс умер 11 апреля 2013 года (к тому времени работа над этим фильмом уже закончилась).
11 июля 2013 года было объявлено, что роль Софии Верганы была исключена из фильма. Госнелл, режиссёр фильма, объяснил: "она приехала в Париж и сделала для нас крошечную маленькую камею, но в конечном счёте для ясности сюжета нам пришлось опустить эту сцену. … Это просто немного все запутало. Так что это был печальный день для нас, но она всегда будет частью нашей смурной семьи. Несколько сцен были сняты в новой киностудии Cité du Cinéma, основанной Люком Бессоном в Сен-Дени во Франции.

## Создатели
- Авторы сценария — Дэвид Стэм, Дэвид Н. Уэйс, Кэри Киркпатрик, Джей Шерик, Дэвид Ронн, Пейо (комиксы)
- Режиссёр — Раджа Госнелл
- Продюсер — Джордан Кёрнер

## Саундтрек
Music from and Inspired by The Smurfs 2 — саундтрек к фильму, выпущенный 23 июля 2013 года. Бритни Спирс записала оригинальную песню «Ooh La La», которая прозвучала в титрах.
| №                   | Название            | Музыка                        | Длительность |
| ------------------- | ------------------- | ----------------------------- | ------------ |
| 1.                  | «Ooh La La»         | Britney Spears                | 4:14         |
| 2.                  | «Vacation»          | G.R.L.                        | 3:36         |
| 3.                  | «Magik 2.0»         | Becky G feat. Austin Mahone   | 3:05         |
| 4.                  | «Live It Up»        | Owl City                      | 2:57         |
| 5.                  | «Everything Breaks» | Sophia Black                  | 3:26         |
| 6.                  | «Forget You»        | Cady Groves                   | 3:46         |
| 7.                  | «Hey Chica»         | Kiana Brown                   | 3:17         |
| 8.                  | «High Life»         | Nelly Furtado feat. Ace Primo | 4:19         |
| 9.                  | «Tutti Frutti»      | Buckwheat Zydeco              | 2:29         |
| 10.                 | «I’m Too Smurfy»    | Right Said Fred               | 2:46         |
| Общая длительность: | Общая длительность: | Общая длительность:           | 33:55        |

## Видеоигра
Видеоигра «Смурфики 2» базируется на сюжете фильма. Игра разработана компанией WayForward Technologies, при поддержке Ubisoft, на территории России игра издаётся компанией Бука, игра выходит на платформах Xbox 360, PlayStation 3, Wii и Wii U.